# Ẩm thực Bồ Đào Nha

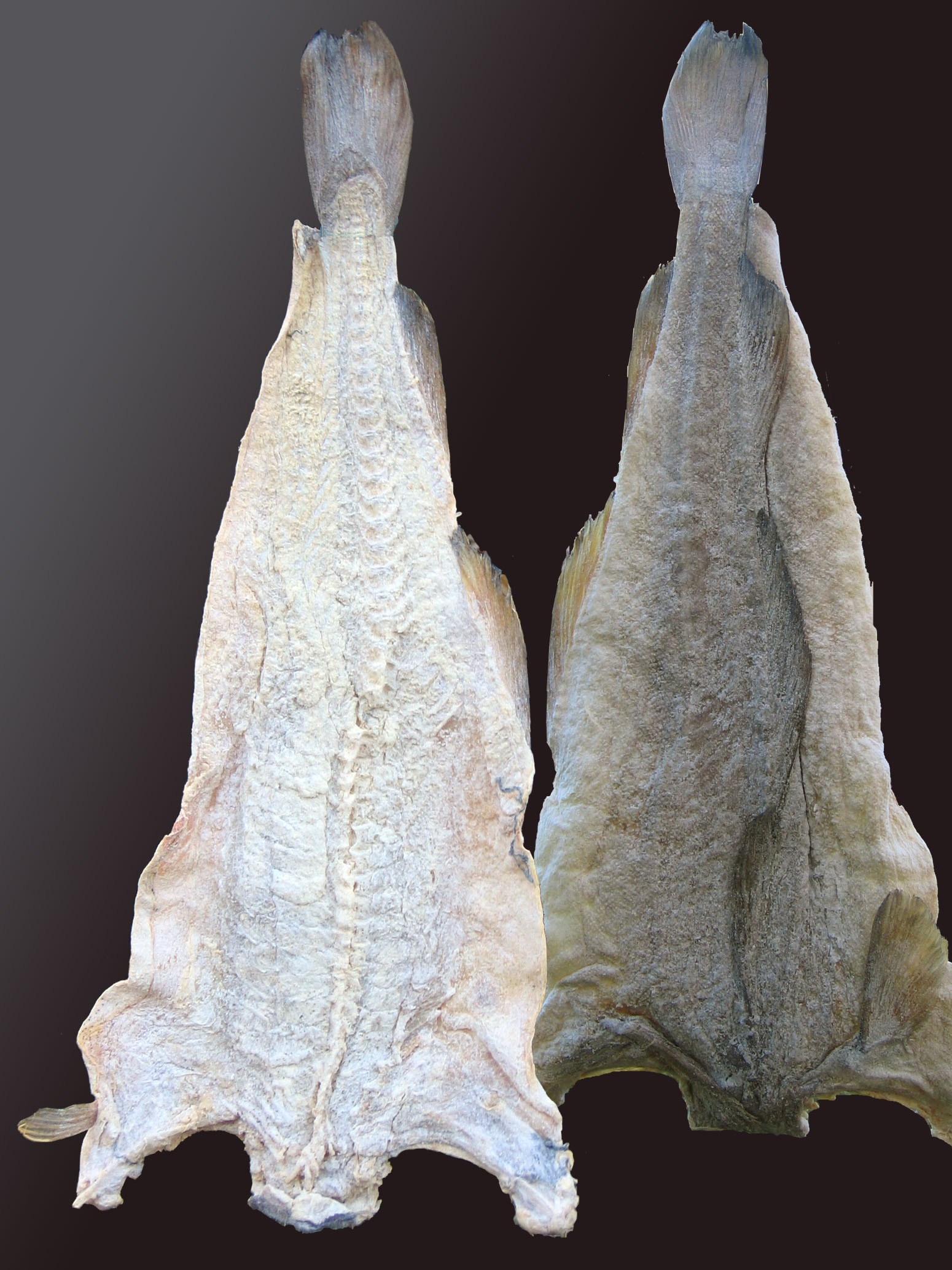
Bacalhau, cá tuyết khô muối của Bồ Đào Nha

Ẩm thực Bồ Đào Nha chịu nhiều ảnh hưởng ẩm thực Địa Trung Hải. Sự ảnh hưởng của thuộc địa cũ của Bồ Đào Nha cũng là đáng chú ý, đặc biệt là trong sự đa dạng của các loại gia vị được sử dụng. Những gia vị bao gồm Piri Piri (ớt cay nhỏ) và hạt tiêu đen, cũng như quế, vanilla và nghệ tây. Dầu ô liu là một trong những căn cứ của các món ăn Bồ Đào Nha vừa để nấu ăn và hương liệu bữa ăn. Tỏi được sử dụng rộng rãi, như là loại rau thơm như rau mùi và rau mùi tây.
Ẩm thực của Bồ Đào Nha rất đa dạng vì người Bồ Đào Nha đã mang vào truyền thống của họ nhiều món ẩm thực được biết đến qua những chuyến đi thám hiểm. Mỗi địa phương ở Bồ Đào Nha đều có món đặc sản nấu từ nhiều loại thịt, cá hay các thủy sản khác. Món ăn dân tộc là con cá tuyết Đại Tây Dương (Gadus morhua) mà người ta nói rằng có đến 365 cách thức chế biến khác nhau. Rượu vang Bồ Đào Nha cũng nổi tiếng, ngay từ thời La Mã, Bồ Đào Nha đã được liên tưởng với Bacchus, vị thần rượu và lễ hội trong thần thoại La Mã. Ngày nay một vài loại rượu vang của Bồ Đào Nha là một trong những loại rượu vang ngon nhất thế giới, đặc biệt là loại rượu vang ngọt porto.

## Bữa ăn
Bữa sáng Bồ Đào Nha thường bao gồm bánh mì tươi, với bơ, giăm bông, pho mát hoặc mứt, kèm theo cà phê, sữa, trà hoặc sô cô la nóng. Một tách cà phê espresso nhỏ rất phổ biến trong bữa sáng, mà có thể được dùng tại nhà hoặc các quán cà phê ở các thị trấn và thành phố khắp Bồ Đào Nha. Bánh ngọt cũng rất phổ biến, cũng như ngũ cốc bữa sáng, trộn với sữa hoặc sữa chua và trái cây.
Bữa trưa, thường kéo dài một giờ, được dùng từ giữa trưa đến 2 giờ hoặc giữa 1 và 3 giờ, và bữa tối thường được dùng muộn, khoảng sau 8 giờ. Có ba món chính, với bữa trưa và bữa tối thường bao gồm một món súp. Một loại súp phổ biến của Bồ Đào Nha là caldo verde, được làm với khoai tây, cải xoăn tước và chouriço (một loại xúc xích cay của Bồ Đào Nha). Trong các công thức nấu cá, cá tuyết muối (bacalhau) là phổ biến nhất. Món tráng miệng phổ biến nhất là arroz doce (pudding gạo trang trí với quế) và custard caramen. Cũng có nhiều loại pho mát, làm từ sữa cừu, dê hoặc bò. Các loại pho mát này cũng có thể được làm từ sự kết hợp của các loại sữa khác nhau. Loại phổ biến nhất là queijo da serra từ vùng Serra da Estrela, Queijo São Jorge từ hai hòn đảo São Jorge, và Requeijão. Một loại bánh phổ biến là pastel de nata, một loại custard nhỏ thường được rắc với quế.

## Cá và hải sản

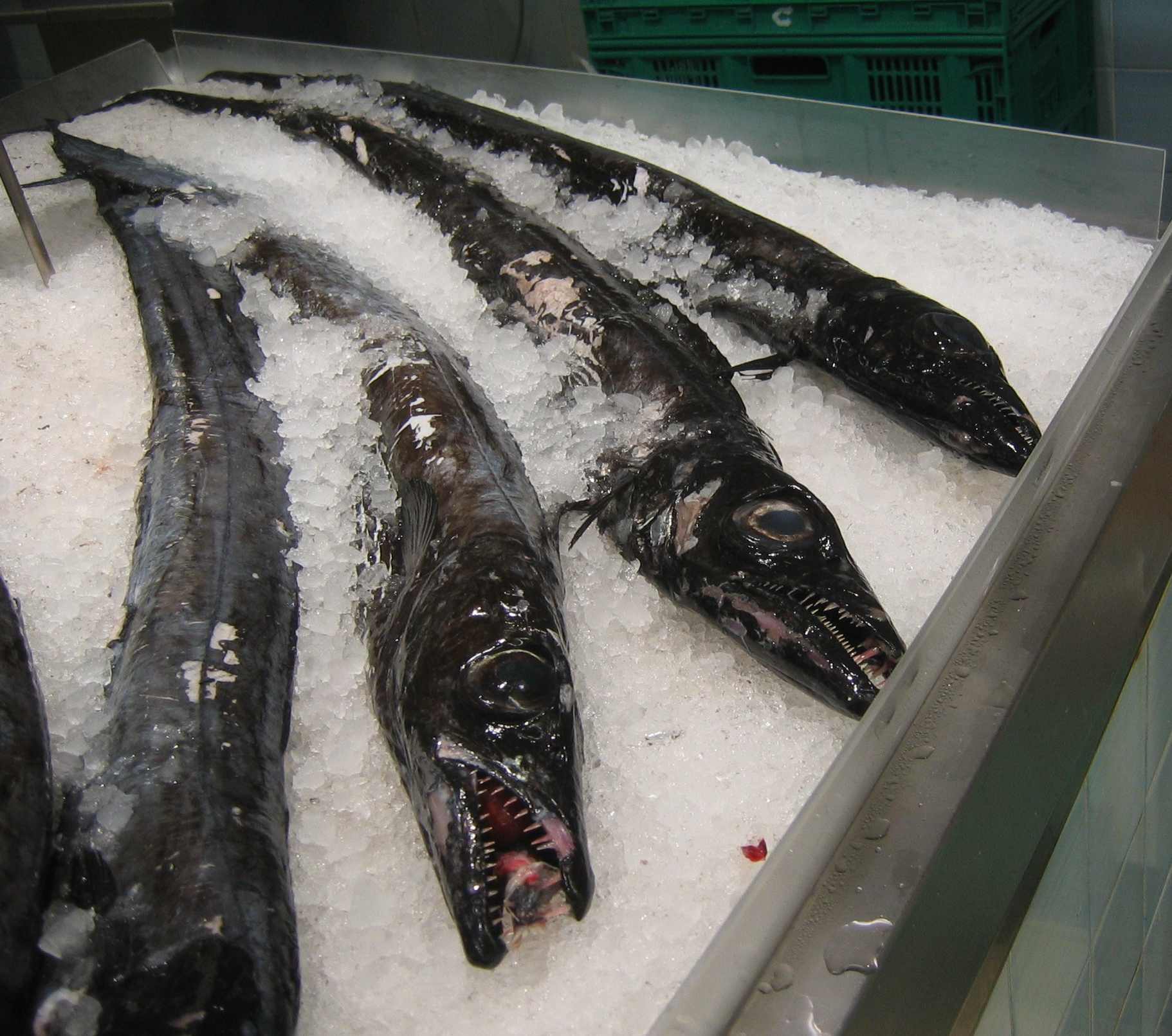
Cá scabbard đen

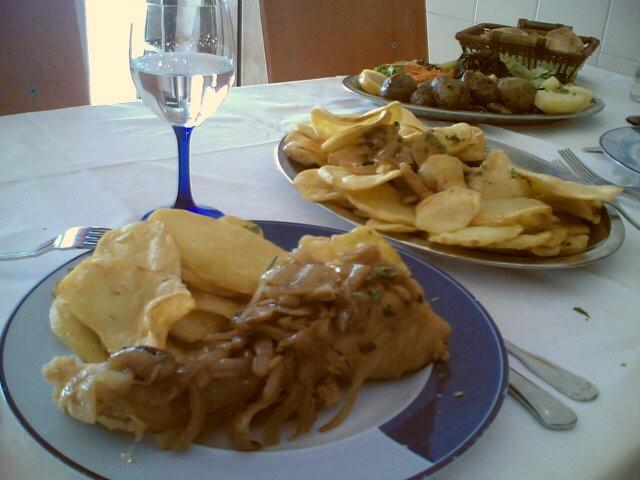
Bacalhau à minhota, một trong các món bacalhau của Bồ Đào Nha

Bồ Đào Nha là một quốc gia chuyên về biển với ngành công nghiệp đánh bắt phát triển và điều này phản ánh lượng cá và hải sản được ăn. Quốc gia này có lượng tiêu thụ cá trên đầu người lớn nhất châu Âu và đứng thứ 4 trên thế giới. Cá được nướng, luộc (bao gồm trần và đun âm ỉ), rán hoặc chiên ngập dầu, hầm (thường là nấu bằng nồi đất), quay, hoặc hấp. Trên hết là bacalhau (cá tuyết), là loại cá đước tiêu thụ nhiều nhất ở Bồ Đào Nha. Người ta nói rằng có hơn 365 cách để nấu cá tuyết, một cho mỗi ngày trong năm. Cá tuyết thường luôn luôn được làm khô và muối, vì truyền thống đánh bắt của Bồ Đào Nha ở Bắc Đại Tây Dương phát triển trước sự phát minh của tủ lạnh—vì thế nó phải được ngâm vào nước trước khi nấu. Các món cá đơn giản hơn hường được nấu với dầu ô liu nguyên chất và giấm vang trắng.
Bồ Đào Nha đã và đang đánh bắt và thương mại cá tuyết từ thế kỷ 15, và việc thương mại cá tuyết giải thích cho sự lan toả của nó trong nền ẩm thực này. Các loại hải sản phổ biến khác bao gồm cá mòi tươi (đặc biệt khi được nướn làm món sardinhas assadas), bạch tuộc, mực, mực nang, cua, tôm và tôm thương phẩm, tôm hùm, tôm rồng, và các loại động vật giáp xác, như hà và pollicipes pollicipes, cá meluc, cá ngừ Đại Tây Dương, cá mút đá, cá vược, scabbard (đặc biệt là ở Madeira), cà nhiều loại cá và động vật có vỏ khác, cũng như động vật thân mềm, như là nghêu, trai, hàu, ốc bờ, và điệp. Caldeirada là một món hầm bao gồm các loại cá và động vật có vỏ với khoai tây, cà chua và hành tây.

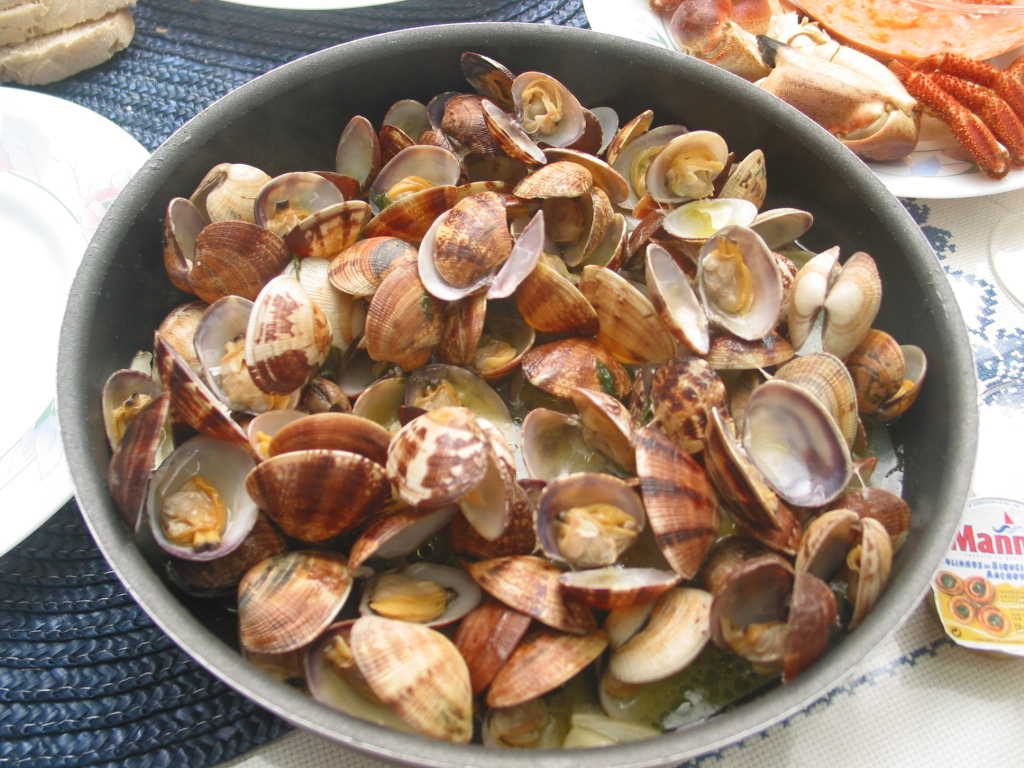
Amêijoas à Bulhão Pato, một món nghêu của Bồ Đào Nha

Cà mòi từng được bảo quản trong nước muối để bán trong khu vực nông thôn. Sau đó, những nhà máy cá mòi hộp phát triển dọc toàn bộ vùng ven biển Bồ Đào Nha. Cá đuối được phơi khô dưới trời nắng ở Bắc Bồ Đào Nha. Cá ngừ đóng hộp có mặt rộng rãi ở Bồ Đào Nha lục địa. Cá ngừ từng có rất nhiều ở Algarve. Chúng từng được bẫy trong lưới cố định khi chúng bơi qua bờ biển phía nam Bồ Đào Nha để sinh sản ở Địa Trung Hải, và sau đó quay trở lại Đại Tây Dương. Nhà văn Bồ Đào Nha Raul Brandão viết trong sách Os Pescadores, mô tả về cách cá ngừ bị móc vào lưới và bắt vào thuyền, và cách ngư dân thích thú với việc bắt những con cá to hơn quanh lưới. Cá ngừ thường được ăn ở Madeira và Algarve, nơi steak cá ngừ là sản phẩm quan trọng trong ẩm thực địa phương. Cá mòi đóng hộp hoặc cá ngừ, dừng với khoai tây luộc, đậu đũa, và trứng luộc chín, tạo thành bữa ăn tiện lợi khi không có thời gian chế biến món nào kỳ công hơn.

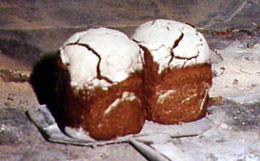
Broa de Avintes, một loại bánh mì ngô và lúa mạch đen làm ở Bắc Bồ Đào Nha, thừa hưởng từ thời Suebi.

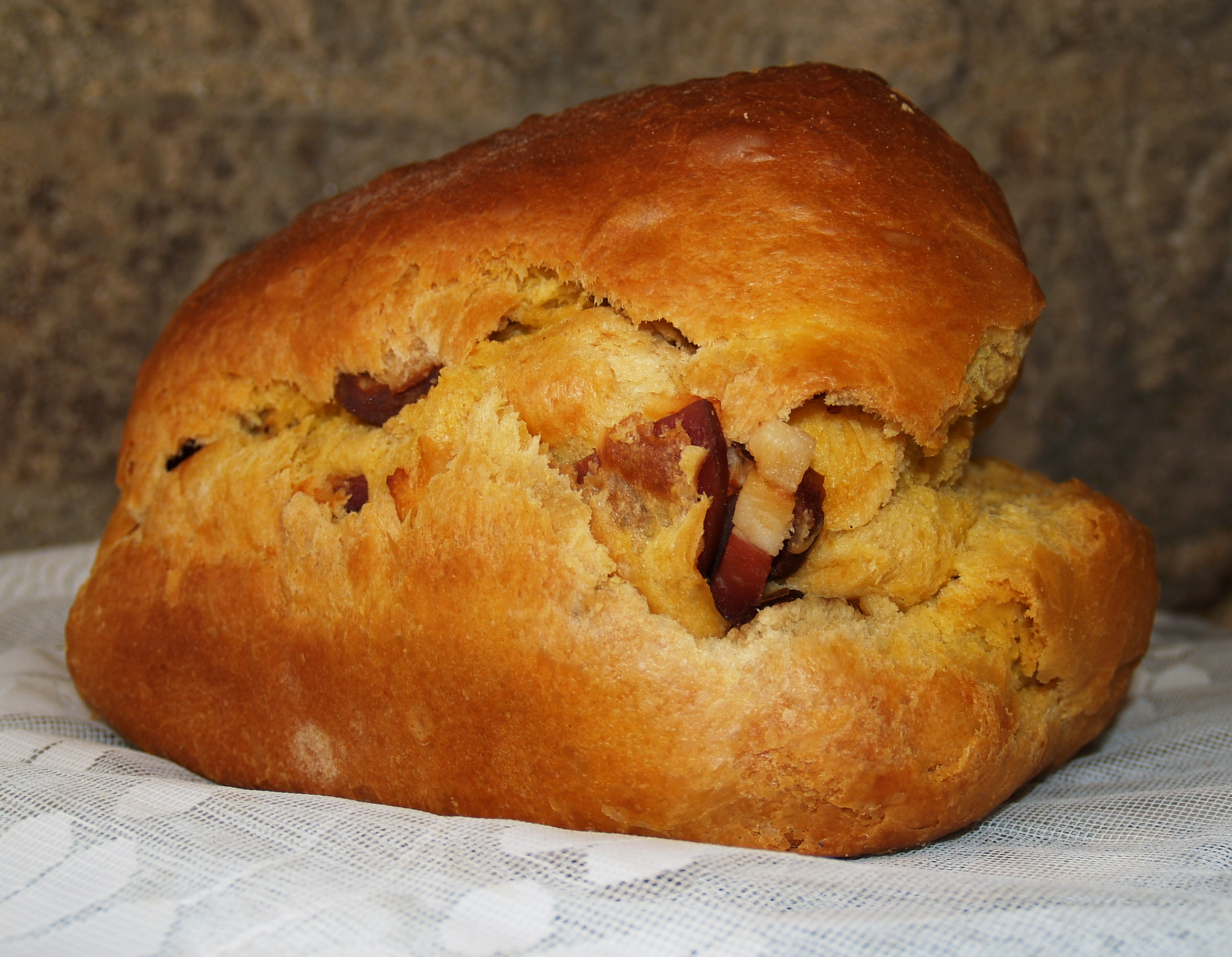
Folar de Chaves, một món phổ biến ở vùng Chaves và Valpaços đông bắc Bồ Đào Nha, được nhồi với thịt lợn, giăm bông, salpicão và linguiça.

## Thịt và gia cầm

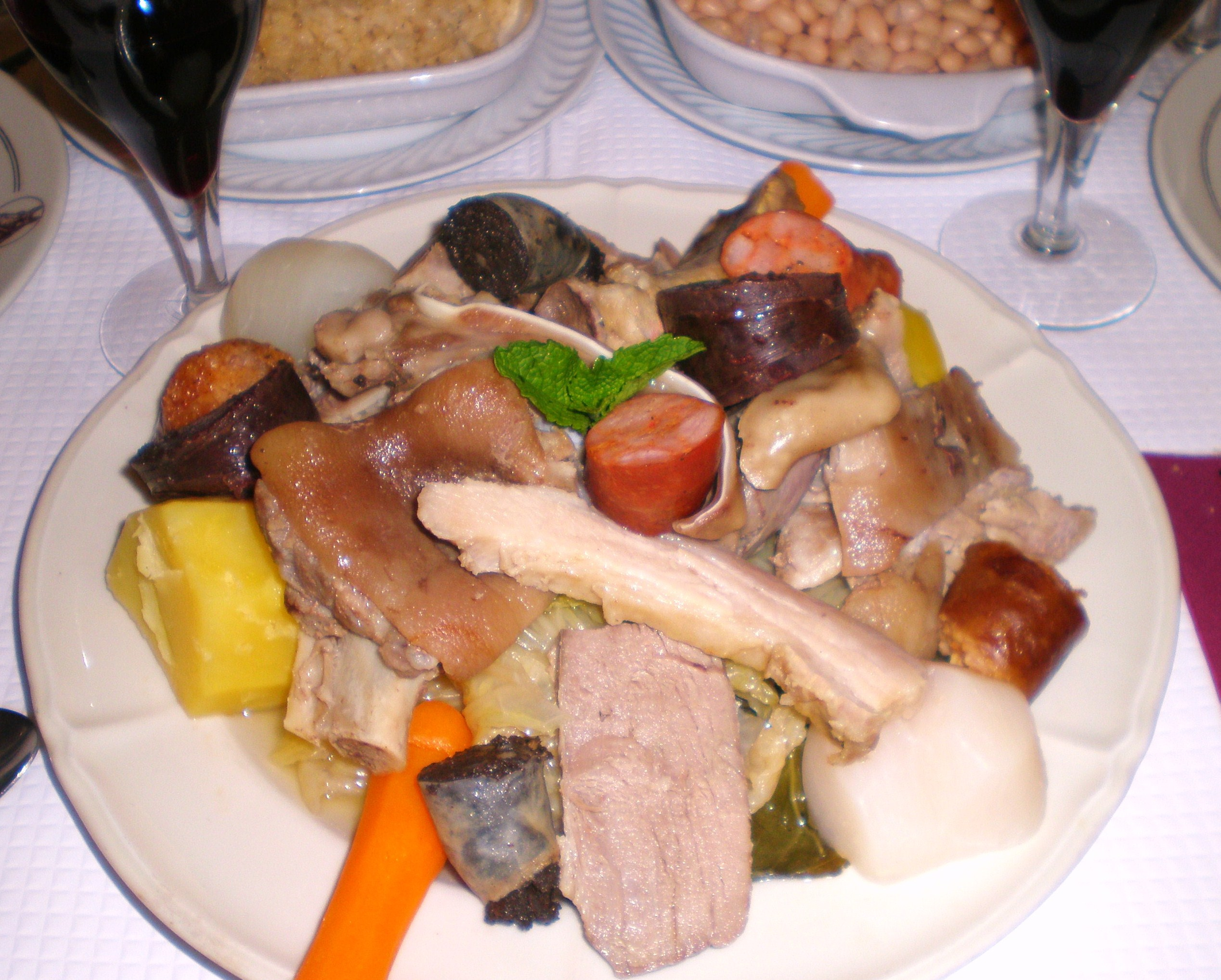
Cozido à portuguesa (món hầm Bồ Đào Nha)

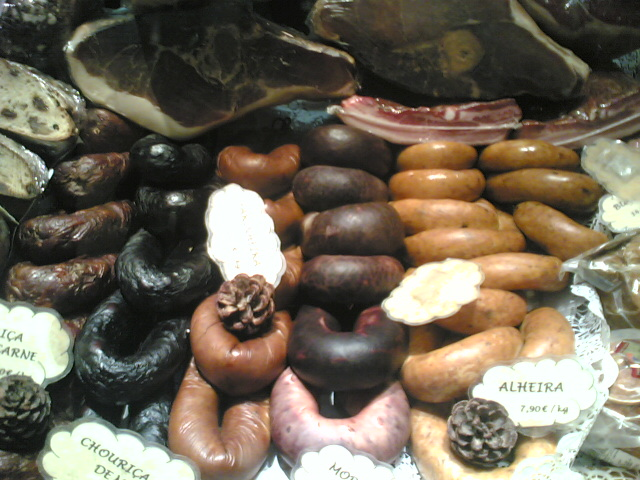
Embutido của Bồ Đào Nha

Ăn thịt và gia cầm hàng ngày trong lịch sử là dành cho tầng lớp tượng lưu. Thịt lợn và thịt bò là loại thịt phổ biến nhất ở quốc gia này. Thịt từng là sản phẩm thiết yếu của bàn ăn của người quý tộc trong thời Trung Cổ. Một ghi chép thời Phục Hưng của Bồ Đào Nha, Garcia de Resende, mô tả món khai vị ở nhữung bữa tiệng hoàng gia bao gồm bò đực thiến quay nguyên trong chí với một vòng thịt gà. Một món Bồ Đào Nha phổ biến, chủ yếu trong mùa đông, là cozido à portuguesa, mà phần nào tương đương với món pot au feu của Pháp hoặc đồ luộc của New England. Thành phần của nó phụ thuật vào trí tưởng tượng và túi tiền của người nấu. Một món cozido rất dư giả có thể bao gồm thịt bò, thịt lợn, lợn muối, vài loại embutido (như là chouriço ướp muối, morcela e chouriço de sangue, linguiça, farinheira, v.v.), móng giò, giăm bông ướp muối, khoai tây, cà rốt, cải củ turnip, đậu gà, bắp cải và cơm. Đây có lẽ từng là đồ ăn ưa thích của những người nông dân giàu có, mà sau đó cũng xuất hiện trên bàn ăn của tầng lớp tư sản và các nhà hàng điển hình. 

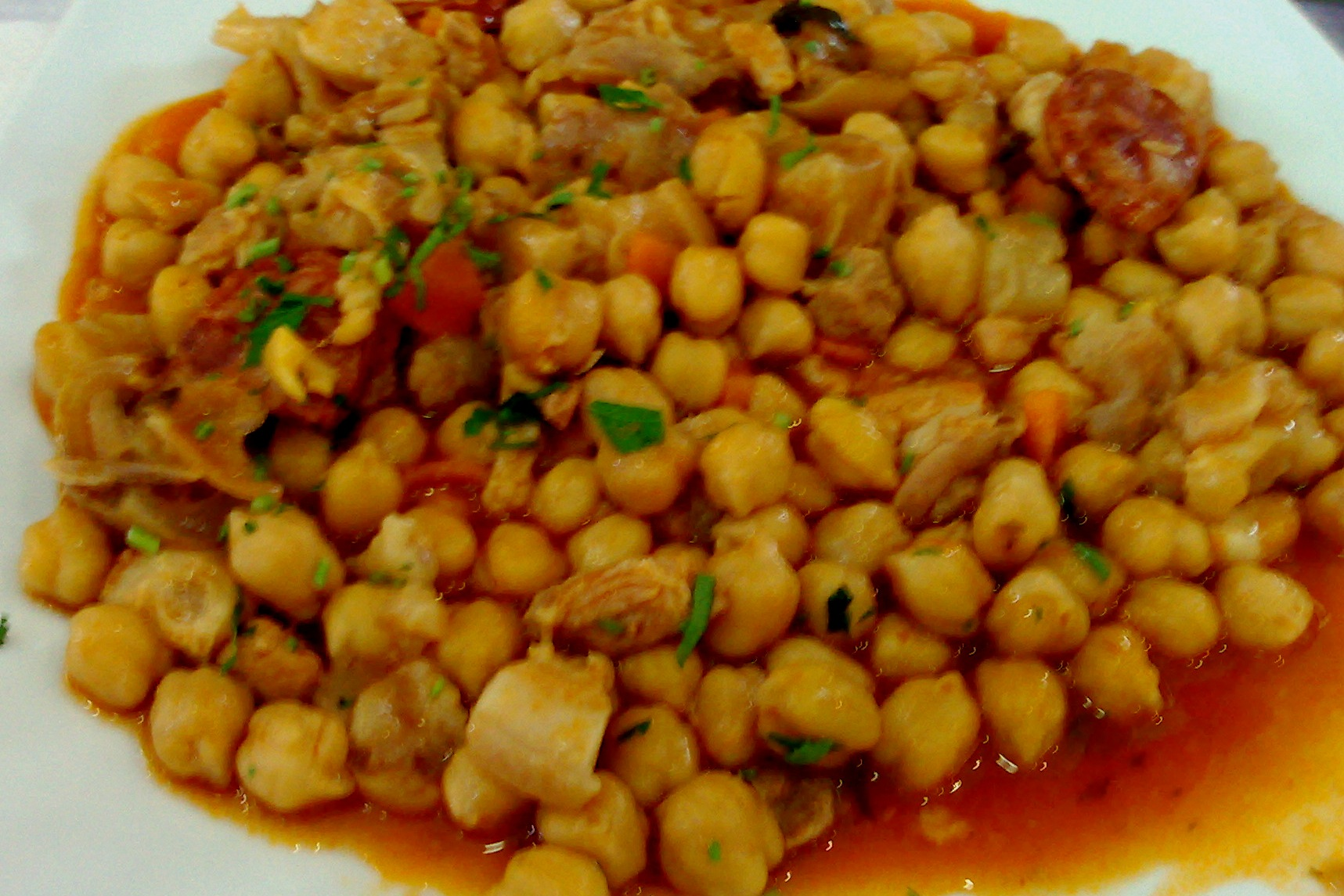
Mão de vaca com grão, một món hầm với chân bò, đậu gà và rau. Món này cũng phổ biến ở Brasil, nơi nó được biết đến với tên Mocotó.

Tripas à moda do Porto (lòng với đậu trắng) người ta nói rằng nó có nguồn gốc từ thế kỷ 14, khi người Castile bao vây Lisboa và phong tỏa lối vào Tagus. Nhà ghi chép người Bồ Đào Nha Fernão Lopes ghi lại rất nhiều về nạn đói lan tỏa khắp thành phố. Giá thực phẩm tăng cao ngút và những em nhỏ phải đến những chợ lúa mì cũ để nhặt từng hạt còn sót lại trên sàn, và chúng sẽ hăng hái cho vào mồm sau khi tìm thấy. Những người già và ốm, cũng như gái mại dâm, hoặc tóm lại là bất cứ ai không có khả năng hỗ trợ phòng thủ cho thành phố này, được tống ra trại của người Castile. Tại thời điểm này người dân Porto quyết định tổ chức hạm đội cung cấp thực phẩm qua đường sông. Rõ ràng là vì tất cả thịt được gửi đến thủ đô, cư dân Porto chỉ còn lại lòng và các nội tạng khác. Những người khác cho rằng chỉ đến năm 1415 đã tự cung cấp đủ thịt cho cuộc viễn chinh chinh phục Ceuta, ở Bắc Phi. Bất kể sự thật là gì, kể từ thế kỷ 17, người Porto được biết đến là tripeiros hay người ăn lòng. Một món Bồ Đào Nha khác từ lòng là Dobrada. Ngày nay, vùng Porto cũng nổi tiếng với món bánh mì nướng được biết đến với cái tên francesinha (Pháp nhỏ). Ở Alto Alentejo (Bắc Alentejo), có một món rất điển hình được làm từ phổi, tiết canh và gan, từ lợn hoặc cừu. Nó là một món ăn lễ Phục Sinh, nhưng có thể được thấy ở mọi mùa trong năm. Về cơ bản, tiết canh được luộc chín và cắt thành các miếng nhỏ, sau đó các nguyên liệu khác được thêm vào. Cuối cùng, bánh mì được đặt đầy đĩa để chấm, một số người cũng cho bạc hà và một lát cam vào để trang trí.

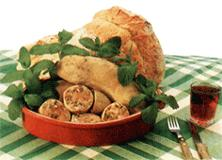
Maranhos

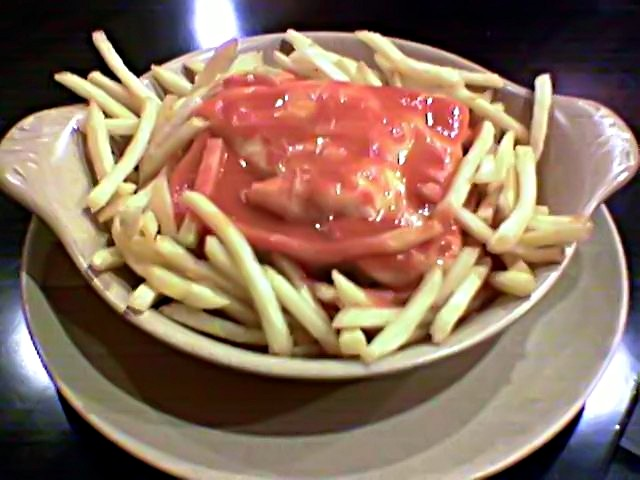
Francesinha của Bồ Đào Nha

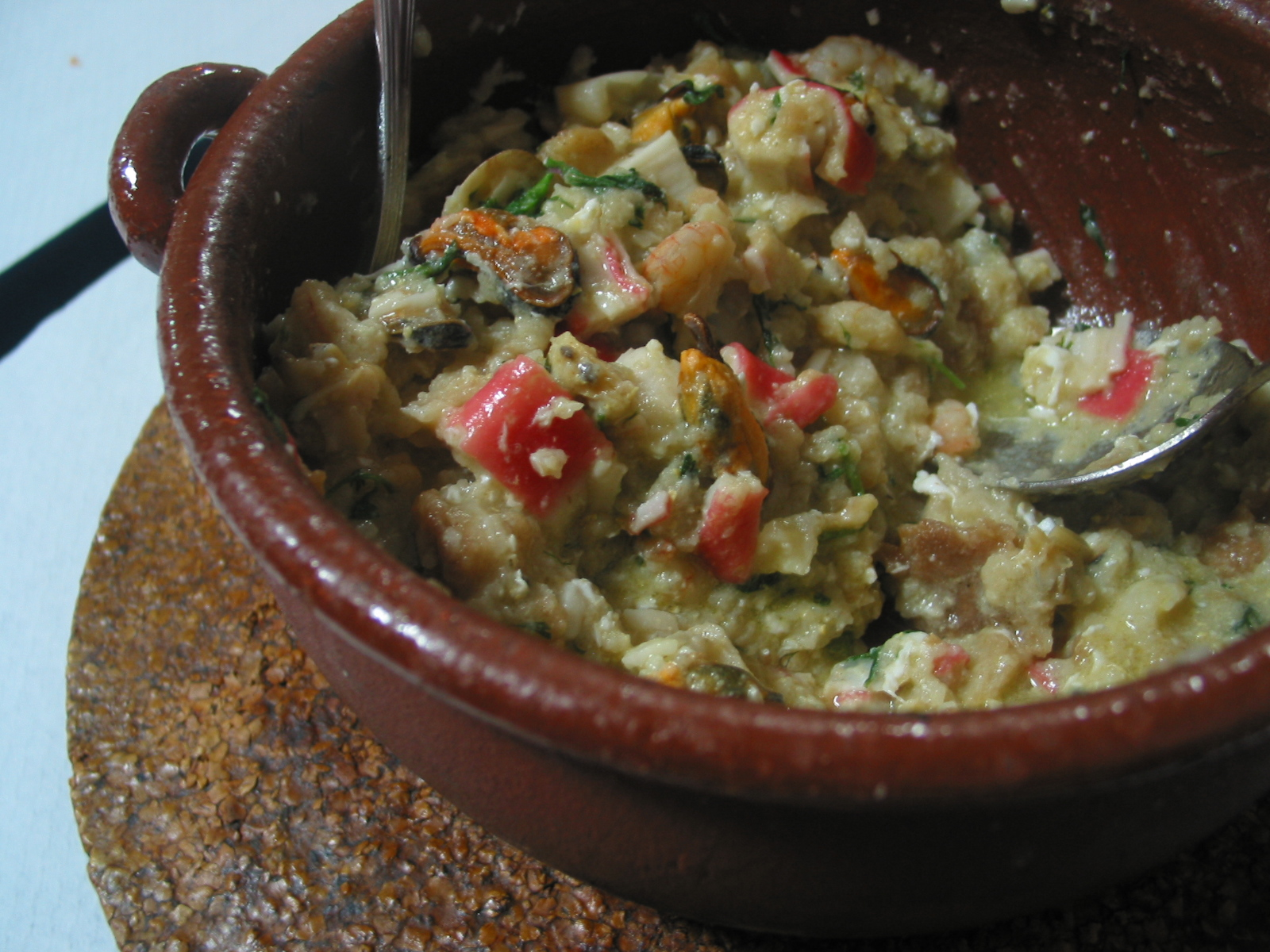
Mariscos

Có nhiều món từ thịt khác trong ẩm thực Bồ Đào Nha. Ở khu vực Bairrada, có một món nổi tiếng là Leitão à Bairrada (lợn sữa quay). Gần đó, có một món khác là chanfana (dê nấu âm ỉ trong rượu vang) được cho là đến từ hai thị trấn Miranda do Corvo ("Capital da Chanfana") và Vila Nova de Poiares ("Capital Universal da Chanfana").
Carne de porco à alentejana, thịt lợn xào với nghêu, tên nó dễ gây nhầm lẫn về nguồn gốc, món này bắt nguồn từ Algarve, không phải Alentejo.
Alcatra, thịt bò ướp trong vang đỏ và tỏi, sau đó nướng, một món truyền thống của đảo Terceira ở Azores.
Alentejo là một tỉnh nông nghiệp lớn với chỉ một cảng đánh cá khá lớn ở Sines, nhưng động vật có vỏ không phổ biến ở vùng đất liền. Mặt khác, tất cả moi vùng ở Algarve tương đối gần với bờ biển và người ta từng cho lợn ăn cá, nên nghêu từng được thêm vào món lợn xào để che đi mùi cá của thịt.

## Rau và tinh bột

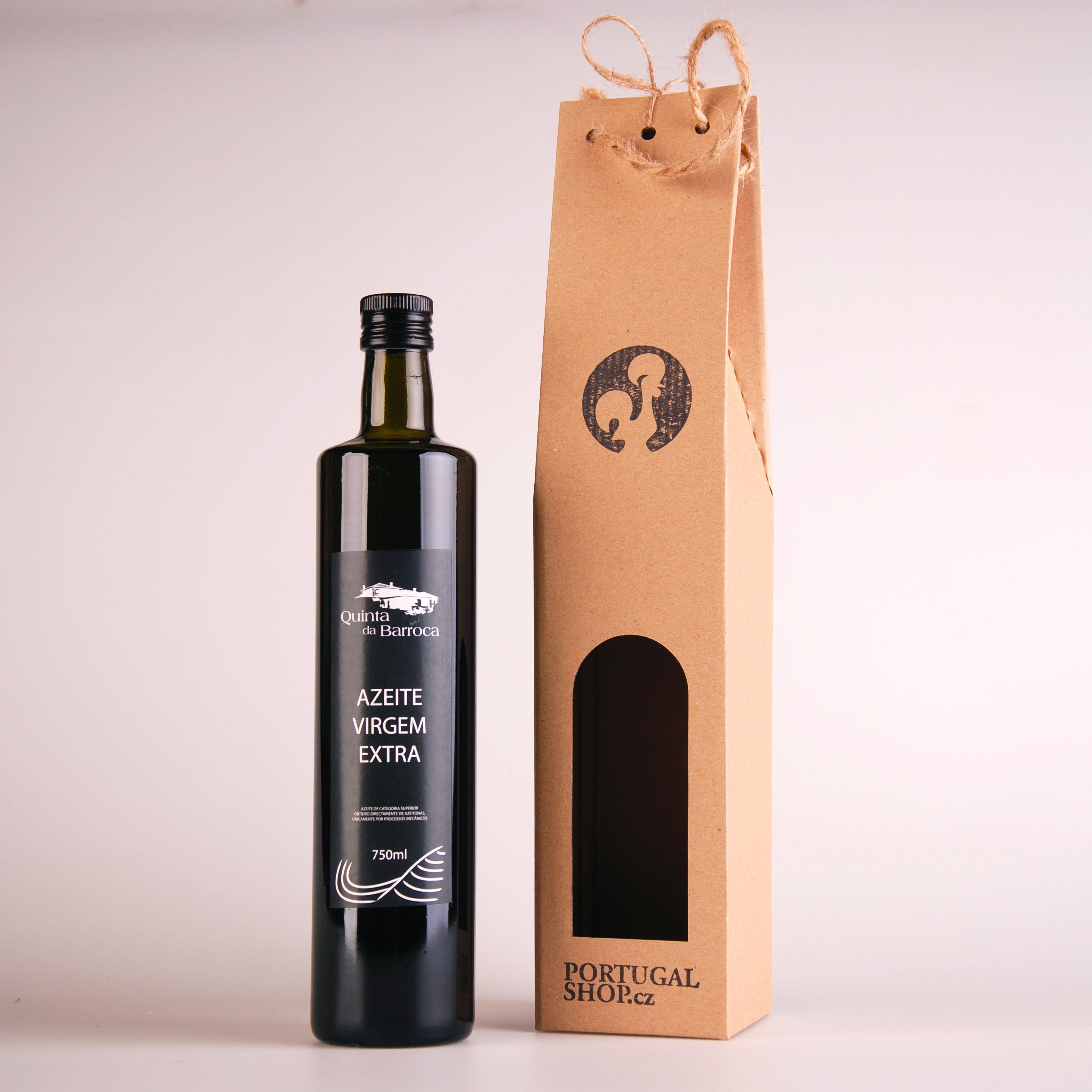
Bồ Đào Nha sản xuất một trong những loại dầu ô liu tốt nhất thế giới

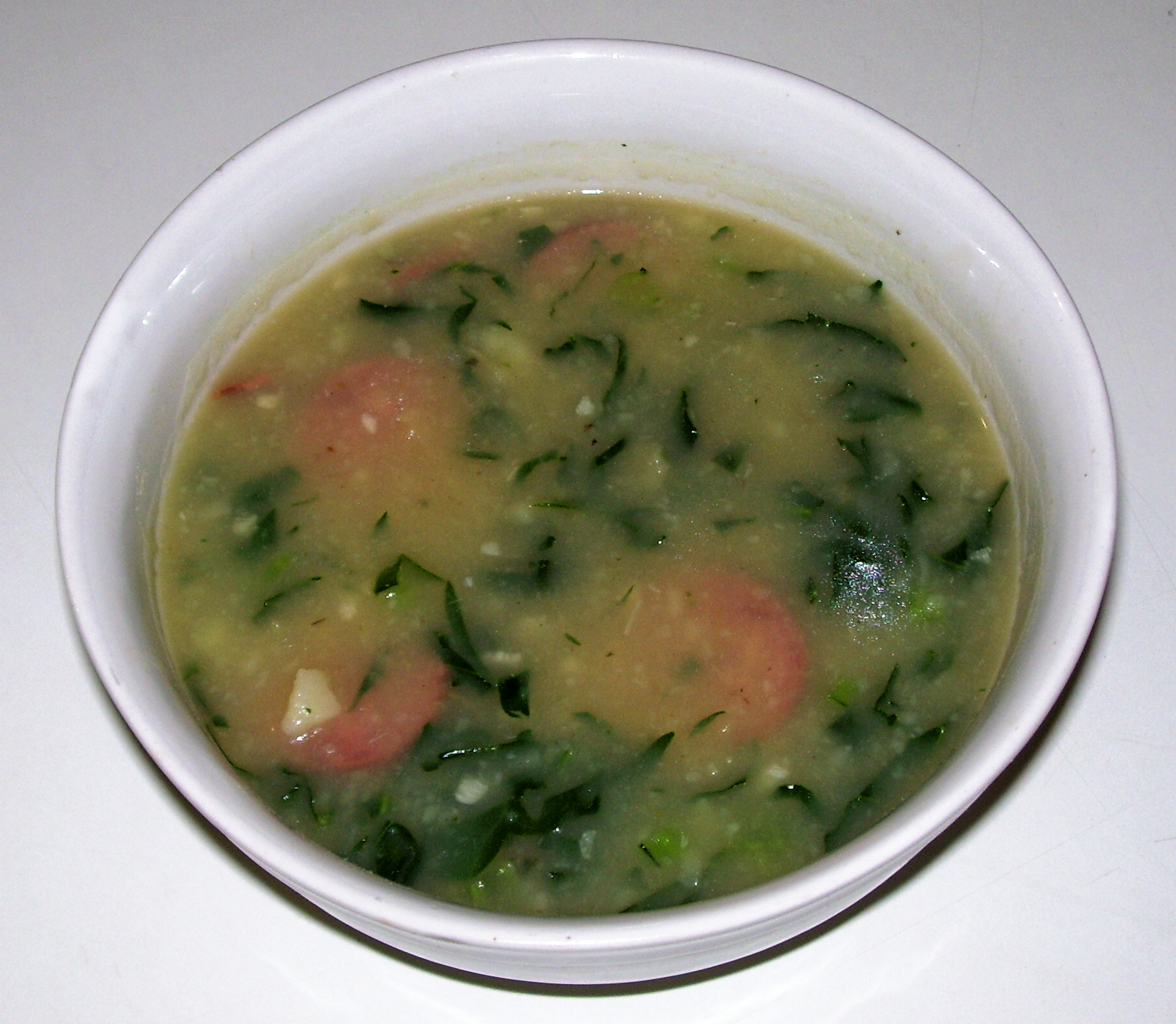
Caldo verde

Các loại rau phổ biến trong cách nấu nướng của người Bồ Đào Nha bao gồm cà chua, bắp cải, và hành tây. Có nhiều các món tinh bột, như làfeijoada, một món hầm béo với thịt bò và thịt lợn, và açorda, một loại món casserole đặc từ bánh mì thường được tạo hương vị với tỏi, mùi tây, và rau mùi hoặc hải sản. Nhiều món được dùng với salad thường làm từ cà chua, xà lách, và hành tây thêm hương vị với dầu ô liu và giấm. Khoai tây và cơm cũng rất phổ biến trong ẩm thực Bồ Đào Nha. Súp được làm từ loại rau cũng phổ biến, một trong những loại phổ biến nhất là caldo verde, làm từ khoai tây nhuyễn, cải xoăn thái mỏng, và chouriço.

## Pho mát

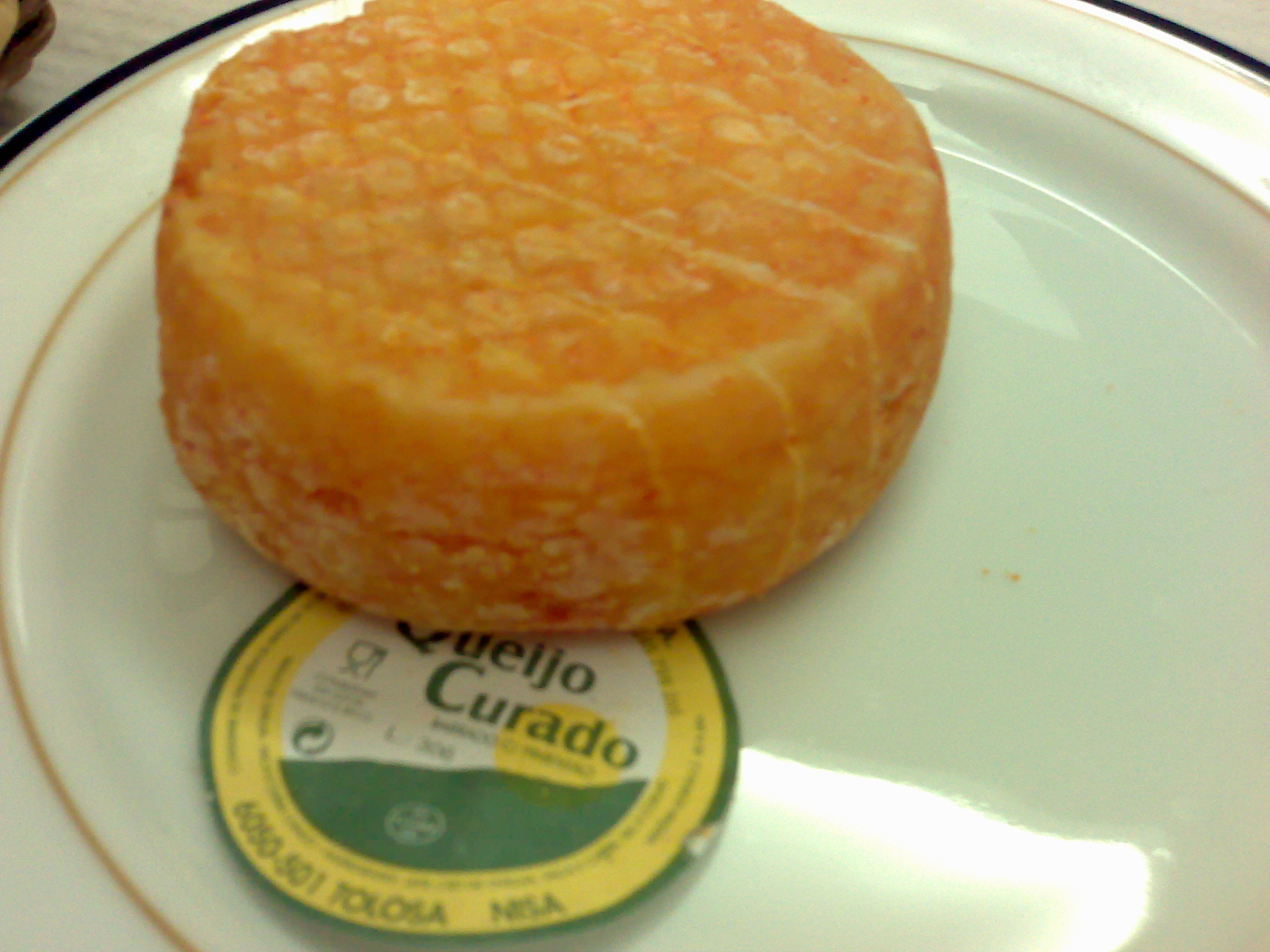
Queijo mestiço de Tolosa

Có rất nhiều loại pho mát Bồ Đào Nha, làm từ sữa bò, dê và cừu. Chúng thường có mùi vị mạnh. Ẩm thực Bồ Đào Nha truyền thống không bao gồm pho mát trong các công thức nấu ăn, nên người ta thường ăn vã nó trước hoặc sau các món chính. Ở Azores, có một loại pho mát làm từ sữa bò với vị cay, tên là Queijo São Jorge. Các loại pho mát khát được bảo vệ nguồn gốc, như là Queijo de Azeitão, Queijo de Castelo Branco và Queijo da Serra da Estrela, chúng có vị rất mạnh, có thể ăn khi mềm hoặc để lâu hơn. Serra da Estrela được làm thủ công từ sữa cừu tươi và me dịch vị cây kế. Loại pho mát Queijo mestiço de Tolosa trong ảnh là loại pho mát Bồ Đào Nha duy nhất được bảo vệ nguồn gốc địa lý và nó được làm ở xã Tolosa, trong làm nhỏ Nisa, quận Portalegre, Alto Alentejo. Trong khu vực Nisa, Queijo de Nisa là loại biến thể.

## Thức uống có cồn

### Rượu vang

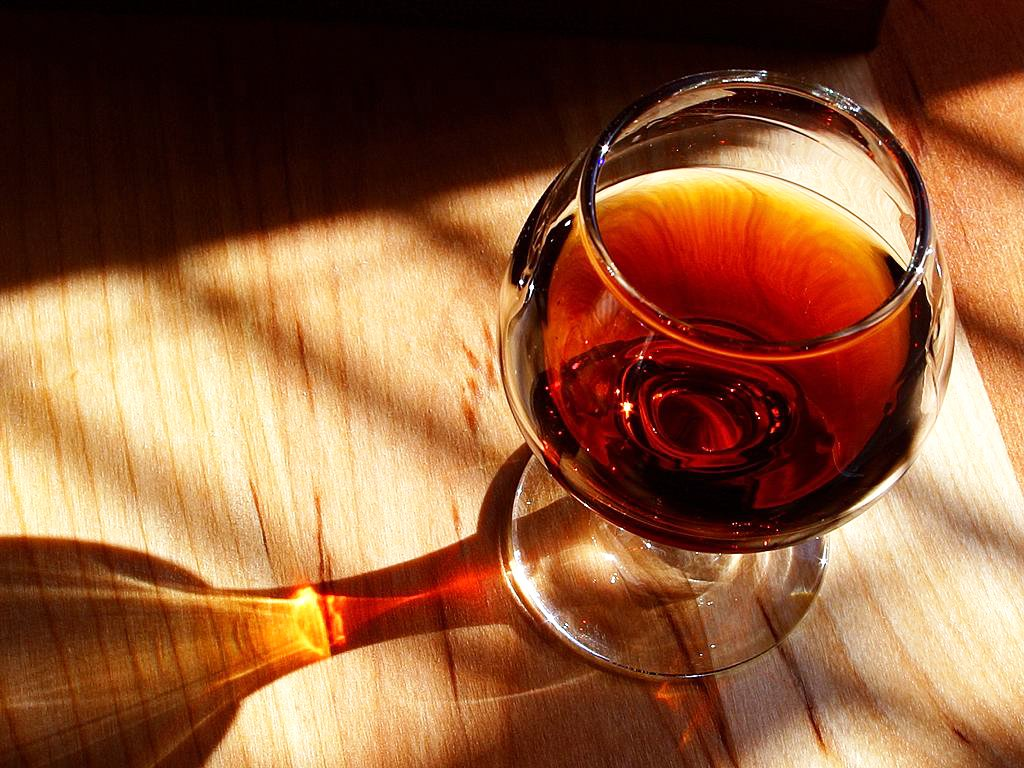
Một cốc rượu vang porto màu hung

Rượu vang (đỏ, trắng và "xanh lá cây") là đồ uống truyền thống của Bồ Đào Nha, loại hồng phổ biến ở các chợ không phải Bồ Đào Nha và không đặc biệt phổ biến ở Bồ Đào Nha. Vinho Verde, thuật ngữ chỉ vang "xanh lá cây", không có màu xanh lá cây, nhưng là một loại rượu cụ thể, có thể là đỏ, trắng hoặc hồng, và chỉ được sản xuất ở phía tây bắc (tỉnh Minho). Thuật ngữ "vang xanh lá cây" không đề cập đến màu của loại đồ uống này, mà là do loại đồ uống này phải được uống khi nó còn "non". Rượu vang xanh lá cây nên được tiêu thụ khi nó còn mới trong khi vang "maduro" thường có thể được tiêu thụ sau khi để lâu. Rượu xanh lá cây chỉ được sản xuất ở vùng phía bắc Bồ Đào Nha và thường hơi có ga. Rượu vang porto là loại rượu nâng độ có vị đặc trưng được sản xuất ở Douro, nó thường được dùng làm món tráng miệng. Vinho da Madeira, là loại rượu vang vùng miền được sản xuất ở Madeira, giống với sherry. Bắc đầu từ chưng cất chất thải nho từ việc sản xuất rượu vang, sau đó nó trở thành một loại brandy (gọi là aguardente, nghĩa đen là "nước cháy"), nó có vị rất mạnh. Rượu mùi điển hình, như là Licor Beirão và Ginjinha, là thức uống có cồn phổ biến ở Bồ Đào Nhal. Ở phía nam, cụ thể là Algarve, một loại spirit chưng cất gọi là medronho, được làm từ quả arbutus unedo.

## Bánh và món tráng miệng

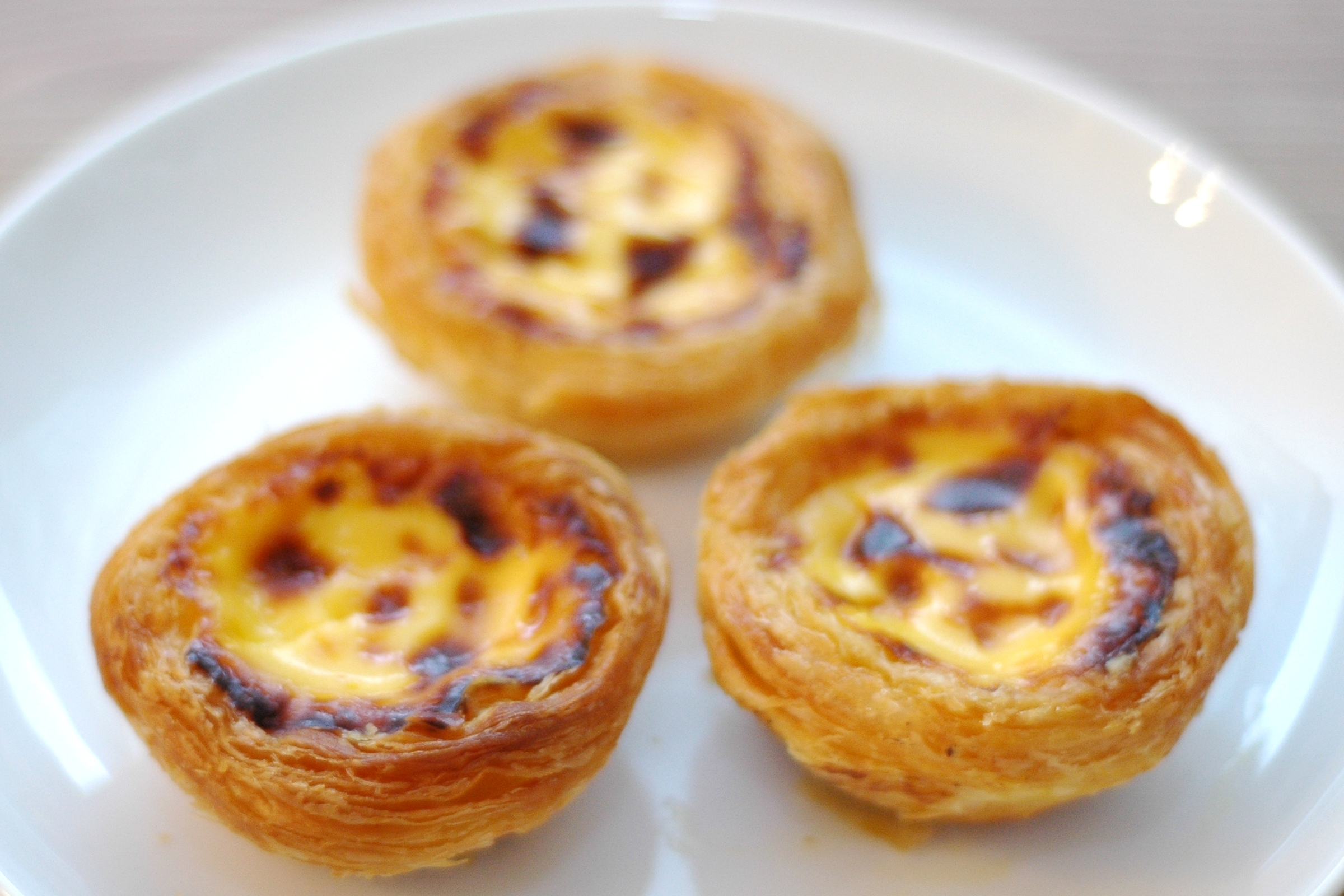
Pastéis de Nata

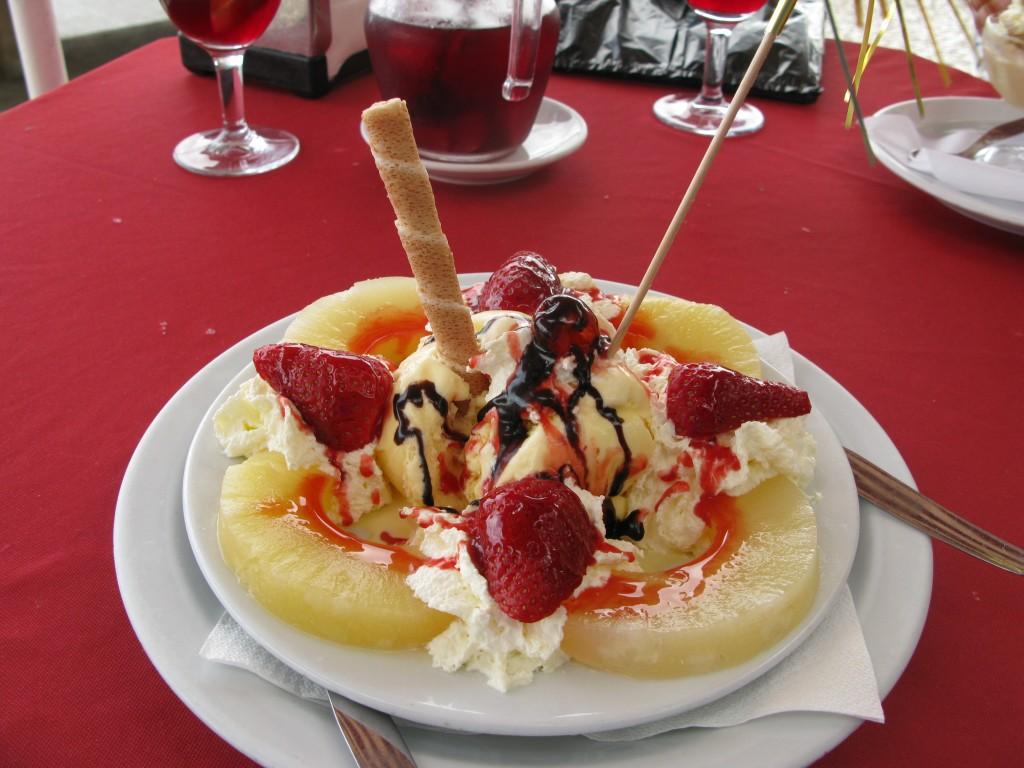
Kem ở Madeira

Nhiều loại pastry điển hình của quốc gia này được tạo ra trong các tu viện thời Trung Cổ bởi các nữ tu và tu sĩ và được bán để tăng thu nhập cho họ. Nguyên liệu chính để làm pastry là lòng đỏ trứng. Người ta tin rằng nữ tu thời Trung Cổ sử dụng lượng lớn lòng trắng trứng để làm cứng áo của họ, và họ tạo ra rất nhiều công thức làm đồ tráng miệng với lượng lòng đỏ thừa. Tuy nhiên, người ta cũng biết rằng Bồ Đào Nha sản xuất lượng lớn trứng, chủ yếu giữa thế kỷ thứ 18 và 19, và lúc đó hầu hết lòng trắng trứng đượng xuất khẩu để sử dụng làm sạch trong sản xuất rượu vang hoặc để là com lê. Lượng lớn lòng đỏ trứng, được kết hợp với đường từ các thuộc địa của Bồ Đào Nha, là cảm hứng để tạo ra nhiều công thức nấu ăn với lòng đỏ trứng. Tên của các món tráng miệng này thường liên quan đến cuộc sống tu viện và lòng tin vào Công giáo. Ví dụ, một số tên bao gồm barriga de freira (bụng nữ tu), papos de anjo (ngực thiên thần), và toucinho do céu (thịt muối từ thiên đường). Các loại nguyên liệu phổ biến trong các loại bánh kẹo tu viện của Bồ Đào Nha là hạnh nhân, doce de chila/gila (làm từ bí), bánh xốp và sợi trứng ngâm đường gọi là fios de ovos.
Bánh ngọt và pastry cũng rất phổ biến ở Bồ Đào Nha. Hầu hết các thị trấn đều có đặc sản địa phương, thường là pastry từ trứng hoặc kem. Bắt nguồn từ Lisbon, nhưng phổ biến khắp quốc gia, cũng như trong diaspora, là pastéis de nata. Nó là loại tart custard nhỏ và rất béo. Các loại pastry phổ biến khác có thể thấy trong hầu hết các quán cà phê, tiệm bánh khắp quốc gia là Bola de Berlim, Pão-de-ló, Bolo de Arroz, và pastry Tentúgal.

## Ảnh hưởng từ lịch sử thế giới

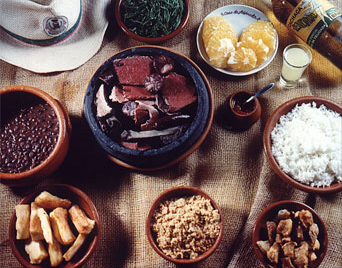
Feijoada của Brasil

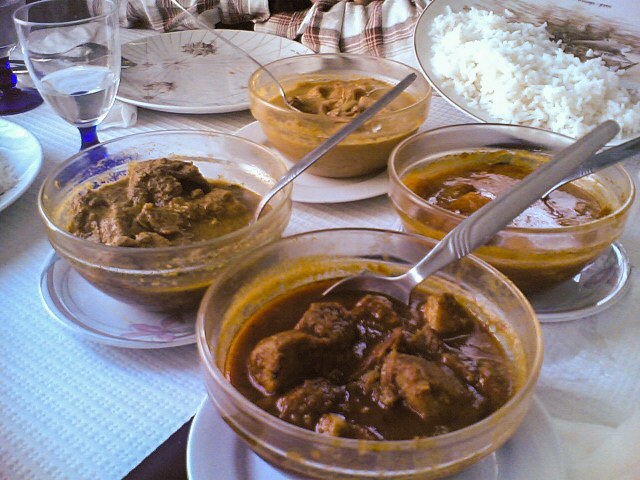
Lợn vindalho kiểu Goa phục vụ cùng với các món Goa-Bồ Đào Nha

Bồ Đào Nha trước đây là một đế quốc lớn và ẩm thực này bị ảnh hưởng và ngược lại cũng tạo ảnh hưởng đến các nước thuộc địa. Ảnh hưởng của Bồ Đào Nha rất lớn trong ẩm thực Brasil, nó có nhìn phiên bản đặc trưng của các món bồ Đào Nha, như là feijoada và caldeirada (cá hầm). Các ảnh hưởng khác của Bồ Đào Nha có thể thấy ở Ma Cao (ẩm thực Ma Cao) và trong tỉnh Goa của Ấn Độ, trong các món của Goa như là vindalho (một loại cà ri cay).
Cam Ba Tư, được trồng rộng rãi ở Nam Âu từ thế kỷ 11, đắng hơn bình thường. Cam ngọt được mang từ Ấn Độ đến châu Âu trong thế kỷ 15 bởi những thương gia người Bồ Đào Nha. Một số ngôn ngữa Nam Indo-châu Âu đặt tên quả cam là Bồ Đào Nha (tên của Bồ Đào Nha trong tiếng Bồ Đào Nha), mà trước đây là nguồn nhập khẩu chính. Các ví dụ là trong tiếng Bulgaria portokal [портокал], tiếng Hy Lạp hiện đại portokali [πορτοκάλι], tiếng Ba Tư porteghal [پرتقال], và tiếng Romania portocală. Trong phương ngữ Nam Ý (tiếng Napoli), quả cam được đặt tên là portogallo hoặc purtualle, nghĩa đen là "đồ của Bồ Đào Nha". Các tên có liên quan có thể thấy trong các ngôn ngữa khác: tiếng Thổ Nhĩ Kỳ Portakal, tiếng Ả Rập al-burtuqal [البرتقال], tiếng Amhara birtukan [ቢርቱካን], và tiếng Gruzia phortokhali [ფორთოხალი].
Người Bồ Đào Nha nhập khẩu các gia vị như là quế-bây thờ được sử dụng rộng rãi trong các món tráng miệng truyền thống-từ châu Á. Ngoài ra, món "canja" của Bồ Đào Nha, một loại súp gà được làm với gạo, là loại thực phẩm phổ biến cho người ốm, tương tự như cháo của người châu Á, được sử dụng theo cùng một cách, cho thấy có thể nó có nguồn gốc từ châu Á.
Trà được tạo thàh mốt ở Anh trong những năm 1660 sau đám cưới của vua Charles II và công chúa Bồ Đào Nha Catherine của Braganza, người mà mang đến sở thích uống trà brought her liking for tea, bắt nguồn từ thuộc địa Ma Cao.

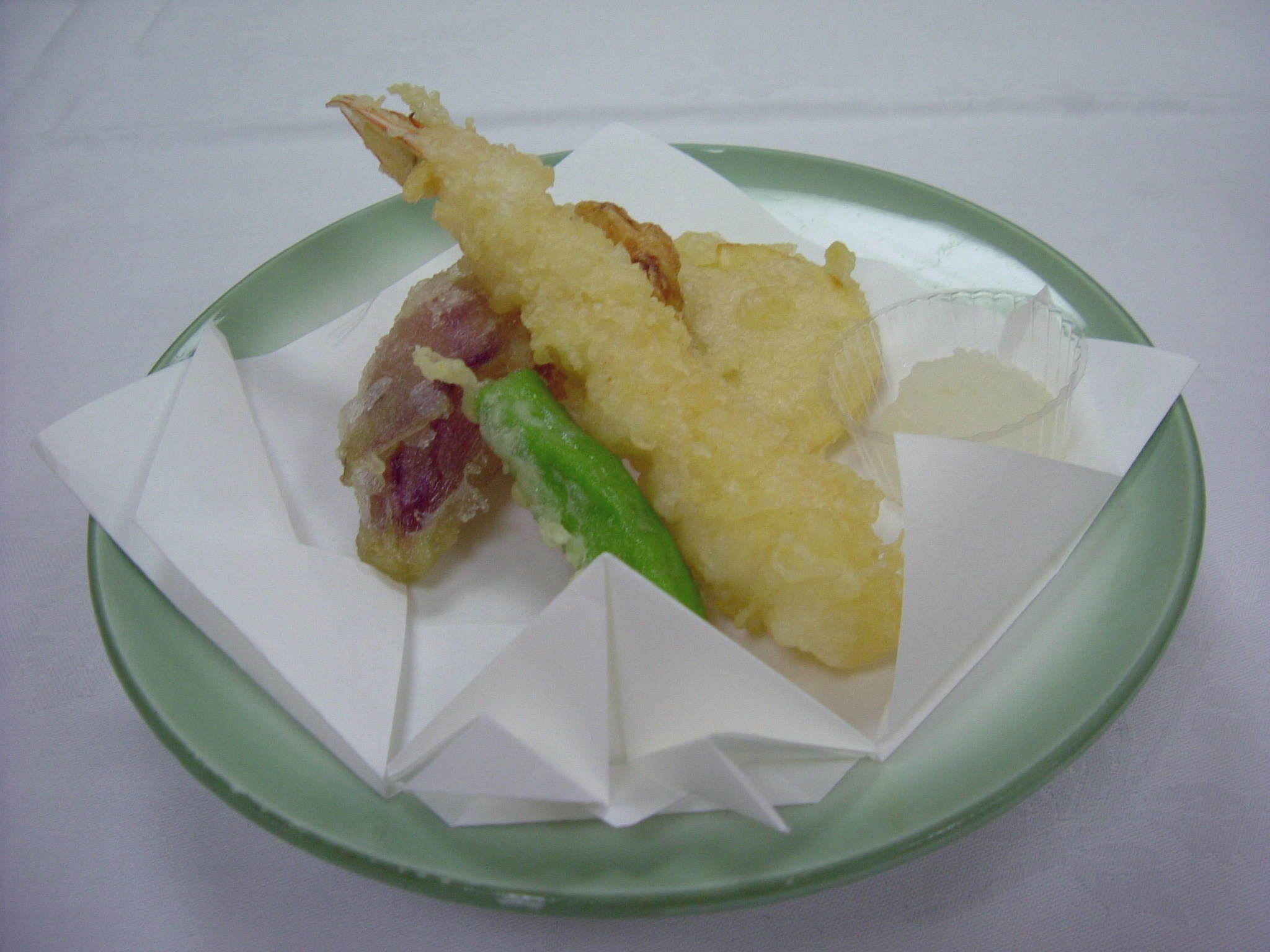
Tempura, tôm của Nhật. Tên của món này đến từ chữ Têmpora trong tiếng Bồ Đào Nha

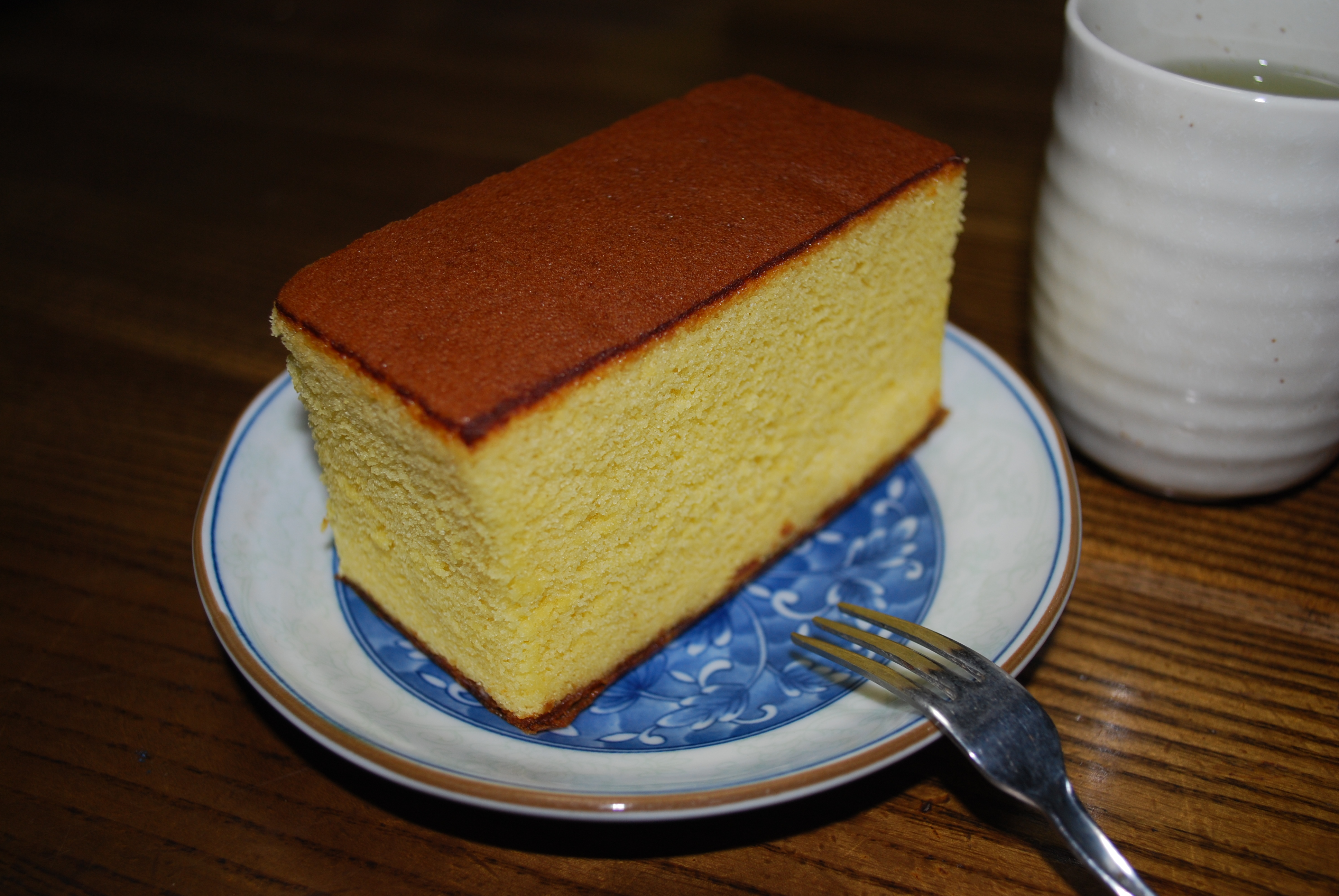
Pão de Castela (Kasutera), đặc sản của Nagasaki, Nhật Bản

Năm 1543, người Bồ Đào Nha giao thương với Nhật Bản và giới thiệu đường tinh chế, được đánh giá là hàng xa xit. Vua chúa của Nhật Bản rất thích đồ ngọt của Bồ Đào Nha nên họ làm lại các món Bồ Đào Nha mà bây giờ được coi là các món truyền thống của Nhật như kompeito (kẹo), kasutera (bánh bông lan), và keiran somen (phiên bản Nhật Bản của món "fios de ovos" của Bồ Đào Nha; món này cũn phổ biến trong ẩm thực Thái Lan dưới cái tên "kanom foy tong"), và tạo ra Nanban-gashi, hay "Wagashi kiểu mới". Trong thời kỳ mậu dịch Nanban, tempura được giới thiệu đến Nhật Bản bởi những nhà truyền giáo người Bồ Đào Nha.
Trên khắp thế giới, người nhập cư người Bồ Đào Nha tạo ảnh hưởng đến "vùng đất mới" của họ, như là Hawaii và New England. Pão doce (Bánh mì ngọt Bồ Đào Nha), malasadas, sopa de feijão (súp đậu), và xúc xích Bồ Đào Nha (như là linguiça và chouriço) thường được ăn ở quần đảo Hawaii bởi các gia đình với mọi chủng tộc. Tương tự, "papo seco" là một loại bánh mì cuộn của Bồ Đào Nha, nó trở thành thực phẩm thiết yếu trong các quán cà phê ở Jersey, nơi có cộng đồng người Bồ Đào Nha lớn.
Ở Úc, các loại thịt gà "kiểu Bồ Đào Nha", được bán chủ yếu ở các quán đồ ăn nhanh, đang trở nên rất phổ biến trong hai thập kỷ gần đây. Các món được bán bao gồm các món gà thông thường và các loại burger bò và gà. Trong một số trường hợp, như là "bánh kẹp gà Bồ Đào Nha", món này có liên kết lỏng lẻo với ẩm thực Bồ Đào Nha, thường có có điểm chung là việc sử dụng "xốt Piri-piri" (một loại xốt của Bồ Đào Nha được làm với piri piri-loại ớt nhỏ rất cay), và liên kết này chỉ được dùng để tiếp thị.
Người Bồ Đào Nha có ảnh hưởng lớn đến ẩm thực bồ Đào Nha. Họ là người giới thiệu ngô đến lục địa châu Phi.